# Loyalist Volunteer Force
Die Loyalist Volunteer Force (LVF) ist eine loyalistisch geprägte paramilitärische Gruppierung in Nordirland. Sie gilt in Großbritannien und in Irland als terroristische Organisation. Auch die EU führt die Organisation inzwischen auf ihrer Liste der Terrororganisationen.
Die LVF entstand 1996, als sich die Mid Ulster Brigade unter der Führung des ehemaligen Laienpredigers Billy “King Rat” Wright von der Ulster Volunteer Force (UVF) abspaltete. Grund war, dass diese in der Region um Portadown und Lurgan operierende Einheit trotz Waffenruhe der UVF einen katholischen Taxifahrer ermordet hatte. In den darauffolgenden Monaten gelang es der LVF, ehemalige, von der Waffenruhe enttäuschte Mitglieder der UVF und der Ulster Defence Association (UDA), v. a. in Belfast, im Norden des County Down und im Gefängnis Long Kesh zu gewinnen. In der Folgezeit beging die LVF weitere Morde an Katholiken, so im Juli 1997 an einer achtzehnjährigen Katholikin, der vorgeworfen wurde, mit einem Protestanten liiert zu sein. Geschwächt wurde die LVF, als am 27. Dezember 1997 Wright, der eine achtjährige Haftstrafe verbüßte, in Long Kesh von Gefangenen der Irish National Liberation Army (INLA) erschossen wurde. In der Folgezeit unternahm die LVF, die bis zu seinem mutmaßlichen Suizid 2002 von Mark Fulton geführt wurde, bis zu einer Waffenstillstandserklärung im Mai 1998 verschiedene Racheakte gegen katholische Zivilisten. Im November 1998 händigte die LVF einen Teil ihrer Waffen der Independent International Commission on Decommissioning aus.
Anders als UDA und UVF gelang es der LVF nie, einen legalen Arm in Form einer Partei aufzubauen oder zumindest Rudimente einer politischen Programmatik zu entwickeln, 1998 erklärte die Organisation zeitweilig ihre Unterstützung für die Democratic Unionist Party von Ian Paisley. Die Aktionen der LVF richteten sich fast ausschließlich gegen katholische Zivilisten oder Angehörige rivalisierender loyalistischer Organisationen. Allgemein wird von der Annahme ausgegangen, dass die LVF wie andere paramilitärische Organisationen in Nordirland tief in Formen der organisierten Kriminalität verwickelt ist; der Journalist Martin O’Hagan, der zur Rolle der Organisation im Heroinhandel und in der Zuhälterei recherchierte, wurde von der LVF am 28. September 2001 in Lurgan ermordet; hierbei handelte es sich um den einzigen Mord an einem Journalisten während des Nordirlandkonflikts. Journalistenkollegen erhoben in diesem Zusammenhang den Vorwurf, die LVF habe bei diesem Angriff Unterstützung seitens staatlicher Stellen genossen.
Im Frühjahr/Sommer 2005 geriet die LVF unter starken Druck seitens der UVF, als diese begann, die Hochburgen der LVF zu attackieren, und bis zum jetzigen Zeitpunkt vier mutmaßliche LVF-Mitglieder erschoss und deren Familien und Anhänger aus verschiedenen Wohnvierteln verdrängte – Aktionen, welche vielfach als Revierstreitigkeiten im Bereich des organisierten Verbrechens eingeschätzt wurden. Am 30. Oktober 2005 verkündete die LVF, sie werde von nun an jegliche bewaffnete Aktion einstellen und ihre Waffen zerstören lassen.